# مید-آتلانتیک فرایت
مید-آتلانتیک فرایت (به انگلیسی: Mid-Atlantic Freight) یک شرکت هواپیمایی است که در ۱۹۹۰ میلادی تأسیس شده‌است. دفتر مرکزی مید-آتلانتیک فرایت در گرینزبورو، کارولینای شمالی، کارولینای شمالی، ایالات متحده آمریکا واقع شده‌است.